# Franz Ludwig von Welden
Pour les articles homonymes, voir Welden.
Franz Ludwig baron von Welden, né le 16 juin 1782 à Laupheim, dans le Bade-Wurtemberg, en Allemagne et mort le 7 août 1853 à Graz, est un général de l'armée autrichienne, qui fut le commandant en chef de l'artillerie autrichienne.

## Biographie
Ludwig von Welden rejoint l'armée du duché de Wurtemberg en 1798, prenant part à la guerre contre la révolution française (1799-1800). En 1802, il passe au service de l'Autriche et est fait prisonnier de guerre par les Français en 1809. À la suite d'un échange de prisonniers, il prend part à la bataille d'Essling.
En 1812, il entre à l'état-major du prince Karl Philipp de Schwarzenberg. Après avoir été promu au grade de lieutenant-colonel, Ludwig von Welden se distingue comme officier d'état-major en Italie en 1814 et, après la prise de Mantoue, se voit confier la tâche de rapatrier l'armée française qui a capitulé vers le sud France. En 1815, Ludwig von Welden est officier de l'état-major de l'armée et affronte Joachim Murat qui essaie de conserver son royaume de Naples. Au cours de cette campagne, il est promu au grade de colonel et, en 1816, à celui de général de brigade du Génie.
Le général von Welden devient chef du bureau topographique des armées et sert pendant la campagne du Piémont en 1821 en tant que chef de l'état-major. Il supervise également l'étude topographique de la région. En 1824, il publie une monographie sur le mont Rose.
De 1832 à 1838, il est délégué à la commission militaire centrale de la Confédération germanique à Francfort. Ayant été promu au rang de feldmarschall-Leutnant, il prend le commandement d'une division à Graz en 1838, et, en 1843, il assume le commandement général du Tyrol. Pendant la soulèvement de Lombardie en 1848, il réussit à obtenir du général Joseph Radetzky la création de lignes de communication avec l'Autriche et participe à l'occupation de Venise.
En septembre 1848, Ludwig von Welden est nommé gouverneur militaire et civil de la Dalmatie puis il occupe ce même poste à Vienne après la révolution de 1848.
Après l'échec du prince de Windisch-Graetz à réprimer les mouvements révolutionnaires en Hongrie, Ludwig van Welden est nommé au commandement suprême de l'armée autrichienne en Hongrie en avril 1849. Toutefois, après la conquête de Buda, en mai, il est remplacé par le général-baron Julius Jacob von Haynau. Il retourne à Vienne y reprendre son poste de gouverneur, après avoir été promu au deuxième plus haut grade dans l'armée autrichienne, celui de « feldzeugmeister ».
En raison de sa santé défaillante, Ludwig von Welden prend sa retraite du service actif en 1851. Il meurt à Graz en 1853.

## Sources
- (en) Cet article est partiellement ou en totalité issu de l’article de Wikipédia en anglais intitulé « Ludwig von Welden » (voir la liste des auteurs).